# آبشور (خرامه)
آبشور، روستایی واقع در بخش مرکزی شهرستان خرامه در استان فارس ایران است؛ که در گذشته جزو بخش کربال شهرستان شیراز بوده‌است. آبشور متشکل از پنج روستای قدیمی به نام های صغاد، منصورآباد، نظرآباد، نفجان و قوام‌آباد می‌باشد که در سال های پر بارش به دلیل طغیان های مکرر رودخانه کر و به زیر آب رفتن خانه‌ها طی فرآیندی به آبشور مهاجرت کرده‌اند؛ البته قبل از مهاجرت نیز گروه اندکی در این روستا زندگی می‌کردند. ساکنان آبشور در این پنج روستای قدیمی دارای مزارع و زمین های وسیع و حاصلخیز می‌باشند که در گذشته مورد کشت برنج و دیگر غلات قرار می‌گرفت، اما در سال‌های اخیر به دلیل احداث سد های متعدد در سر چشمه های رودخانه کر، کمی نزولات آسمانی و خشک شدن رودخانه کشت برنج از رونق افتاده است. 
آبشور دارای یک تپه تاریخی بنام تل قبرستان آبشور است که در گلزار شهدا این روستا واقع شده است. آبشور در ۲۲ کیلومتری غرب خرامه و ۵۰ کیلومتری شرق کلانشهر شیراز واقع گردیده است. جاده اصلی شیراز-خرامه از میان آبشور گذر می‌کند.
آبشور با شهر خیرآباد و روستاهای تنگ‌قیر و کوه‌گری نیز همسایه می‌باشد.

## طبیعت روستا
روستای آبشور در دامنه کوه های زیبایی واقع شده است که زیستگاه حیواناتی مانند گرگ، روباه، گراز، کفتار و پرندگانی مانند شاهین، عقاب، کبک، بلدرچين و گیاهانی مانند آویشن، بنه، بادام کوهی (الوک) و در فصل بهار رویش طبیعی دمبل و کنگر کوهی می‌باشد، این کوه ها که در امتداد رشته‌کوه زاگرس می‌باشد در ضلع جنوبی روستا واقع گردیده است؛ در ضلع شمالی روستا نیز دشت وسیع و زرخیز کربال قرار گرفته که خود در گذشته نه چندان دور یک اکوسیستم بسیار غنی از جانوران، پرندگان و گیاهان بوده است اما متاسفانه در سال‌های اخیر به دلیل تغییرات طبیعی و انسانی دشت کربال به فقیرترین منطقه تبدیل شده است به طوری که بعضی از جانوران، پرندگان و گیاهان دیگر در آنجا مشاهده نمی شوند و همچنین کشاورزی پررونق گذشته را در آنجا نمی‌بینیم. آبشور دارای آب و هوایی معتدل و کوهستانی می‌باشد.

## کار و فعالیت
در گذشته فعالیت اکثر مردم روستا کشاورزی خصوصا برنج کاری بود، همچنین در کنار کشاورزی دامداری های نسبتا پررونقی نیز وجود داشت اما امروزه کشاورزی به دلیل نبود آب پایدار محدود و از تعداد دامداری ها نیز کاسته شده است. درحال حاضر نیز شغل و معیشت اصلی اکثر مردم روستا کمباین‌داری و کامیون‌داری (تریلی)می‌باشد.

## زبان
زبان اکثر مردم روستا نیز عربی می‌باشد و به همین زبان نیز صحبت می‌کنند. عرب های ساکن در روستای آبشور از طایفه آل‌سعدی و از ایل بزرگ عرب خمسه می‌باشند. متاسفانه در سال‌های اخیر از فصاحت زبان عربی کاسته شده است به‌طوری که بعضی از کلمات یک نسل با نسل بعدی تفاوت دارد و روبه فارسی شدن می‌باشد.
از نام های خانوادگی معروف روستا می‌توان به جاویدی آل‌سعدی، آل سعدی، کدخدایی، محمودی و... اشاره کرد.

## وجه تمسیه
دلیل و انگیزه نام‌گذاری این روستا به آبشور وجود دو رشته قنات آبِ‌شور در روستا و همچنین شوری آب شرب روستا و روستاهای اطراف می‌باشد.

## جمعیت
این روستا با تصویب هیئت وزیران در سال ۱۳۹۸ به مرکز دهستان خیرآباد ارتقا یافت و براساس سرشماری عمومی نفوس و مسکن ایران در سال ۱۳۹۵ جمعیت آن ۱٬۵۸۵ نفر (۴۲۱خانوار) بوده‌است.